# Stephanie Gillisová
Stephanie Gillisová (* 2. října 1969) je americká televizní scenáristka. Je autorkou 11 epizod seriálu Simpsonovi.
Gillisová žije v Los Angeles v Kalifornii se svým manželem, kolegou ze Simpsonových Al Jeanem.

## Ocenění a nominace
Gillisová získala dvě nominace na cenu Emmy, pět nominací na Cenu Sdružení amerických scenáristů, nominaci na cenu Environmental Media Award a dvě nominace na cenu Annie, přičemž v roce 2015 tuto cenu získala za nejlepší animovanou televizní produkci.
Gillisová napsala kritikou oceňovanou premiérovou epizodu 30. řady Simpsonových z roku 2018 Návrat z ráje. Jesse Schedeen z IGN napsal, že epizoda přinesla sžíravou satiru, a Kevin Yeoman ze Screen Rantu poznamenal, že díl znovu zachytil podstatu geniálních předchozích řad seriálu. Gillisová získala za Návrat z ráje Cenu Sdružení amerických scenáristů Award za vynikající scénář k animovanému dílu na 71. ročníku těchto cen.
Na Cenu Sdružení amerických scenáristů byla nominována v roce 2006 za díl Homer kandiduje, v roce 2009 jako členka štábu Simpsonových, v roce 2010 za Burns a včely, o rok později za Dopis od Vočka a v roce 2019 za Návrat z ráje.
V roce 2009 byla Gillisová nominována na cenu Environmental Media Award za epizodu Burns a včely, následující rok byla nominována na cenu Emmy za epizodu Tenkrát ve Springfieldu a v roce 2013 na cenu Annie za epizodu Ve Springfieldu roste strom. Téhož roku se stala vítězkou ceny Sierre / DreamAgo Villa Ruffieux Residency Award za scénář k Margret and Stevie.
Za Speciální čarodějnický díl XXV získala Gillisová v roce 2015 televizní ocenění Annie Awards za nejlepší animovanou televizní produkci a také nominaci na cenu Emmy v kategorii vynikající animovaný pořad kratší než jedna hodina.

## Scenáristická filmografieSimpsonových
17. řada
- Homer kandiduje

19. řada
- Homerova odtahovka

20. řada
- Burns a včely

21. řada
- Tenkrát ve Springfieldu
- Dopis od Vočka

23. řada
- Mé nahraditelné já

24. řada
- Ve Springfieldu roste strom

25. řada
- Homerland

26. řada
- Speciální čarodějnický díl XXV

27. řada
- Líza dobývá svět

30. řada
- Návrat z ráje